# Szach (diament)

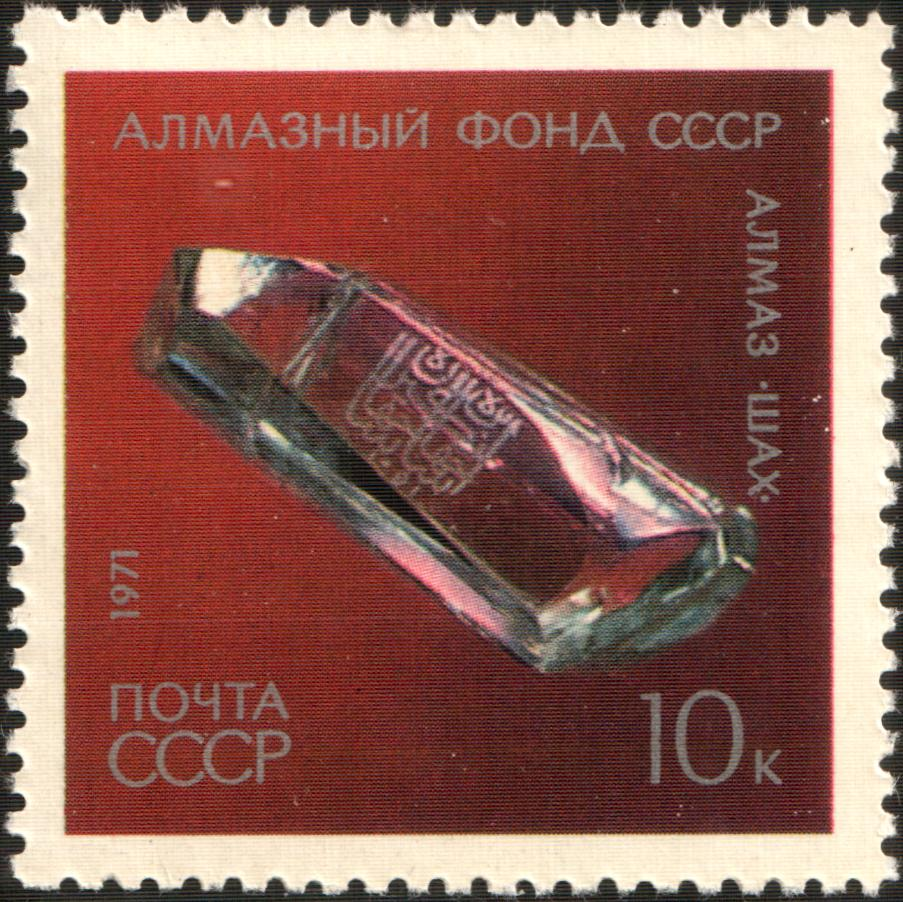
Diament Szach na znaczku pocztowym

Szach – diament o masie 88,7 ct (karata). 
Został znaleziony w dolinach rzek Golkondy w Indiach. Był niezwykłej wielkości: jego długość wynosiła 3 cm, a szerokość 1 cm. Stanowił własność książąt Achmednaharu. Na jednej ściance Szacha został wyryty przez miejscowych mistrzów napis "Burchan-Nazim-Szach Drugi. Rok 1000" (1591 r. według kalendarza gregoriańskiego).
Wkrótce potem władca północnych Indii, Wielki Mogoł, zdobywszy Achmednahar zagarnął skarbiec wraz z diamentem. Na polecenie miłośnika kamieni szlachetnych Szahdżahana, który sam zajmował się szlifowaniem, na innej ściance diamentu wyryto napis "Syn Dżechangirszacha-Dżechan-Szach. Rok 1051".
Po zdobyciu Indii przez perskiego szacha Nadira kamień ten wraz z innymi klejnotami dostał się do skarbca Persji. Sto lat później wyryto na nim trzeci napis "Władca-Kadżar Fath-Ali-Szach-Sułtan. Rok 1242". Po zamordowaniu w 1829 r. dyplomatycznego przedstawiciela Rosji w Teheranie (był nim Aleksandr Gribojedow), Persja, jakby dla okupienia swej winy, ofiarowała Rosji ten kamień. 
- Pochodzi z Indii,
- jest bardzo czysty, o lekko żółtawym odcieniu.
- ma płaszczyzny łupliwości,
- częściowo polerowany.
- nosi trzy inskrypcje z nazwiskami właścicieli (m.in. szacha Persji, stąd nazwa).
- w 1829 r. podarowany carowi Mikołajowi I
- obecnie na Kremlu w Moskwie.